# Chủ nghĩa đế quốc mới
Chủ nghĩa Tân đế quốc hay Chủ nghĩa đế quốc mới (tiếng Anh: New Imperialism) đặc trưng cho thời kỳ bành trướng thuộc địa của các cường quốc châu Âu, Hoa Kỳ và Nhật Bản trong cuối thế kỷ 19 và đầu thế kỷ 20. Thời kỳ này có một sự theo đuổi chưa từng có đối với việc mua lại lãnh thổ ở nước ngoài. Vào thời điểm đó, các quốc gia tập trung vào việc xây dựng đế chế của họ với những tiến bộ và phát triển công nghệ mới, làm cho lãnh thổ của họ lớn hơn thông qua việc chinh phục và khai thác tài nguyên của các quốc gia bị khuất phục. Trong kỷ nguyên của chủ nghĩa Tân đế quốc, các cường quốc phương Tây (và Nhật Bản) đã chinh phục gần như toàn bộ châu Phi và một phần của châu Á. Làn sóng mới của chủ nghĩa đế quốc phản ánh sự cạnh tranh đang diễn ra giữa các cường quốc, mong muốn kinh tế đối với các nguồn lực và thị trường mới và một "nhiệm vụ văn minh". Nhiều thuộc địa được thành lập trong thời đại này đã giành được độc lập trong thời kỳ phi thực dân hóa sau chiến tranh thế giới thứ hai.
Vòng loại "Tân" được sử dụng để phân biệt chủ nghĩa đế quốc hiện đại với hoạt động của đế quốc trước đó, như cái gọi là làn sóng thực dân châu Âu đầu tiên giữa thế kỷ 15 và đầu thế kỷ 19. Trong làn sóng đầu tiên của thực dân, cường quốc châu Âu chinh phục và xâm chiếm châu Mỹ và Siberia; sau đó họ đã thành lập nhiều tiền đồn ở Châu Phi và châu Á.

## Tách khỏi chủ nghĩa Cựu đế quốc
Nhà sử học người Anh Hobbsbang đã đưa ra giới hạn thời gian chính xác cho chủ nghĩa Tân đế quốc. Ông xác định 1875-1914 là "thời đại của đế chế", nhấn mạnh suy thoái kinh tế nghiêm trọng của người châu Âu vào năm 1873-1896, nhằm giảm bớt khó khăn kinh tế. Thực chất là xâm chiếm các khu vực châu Á và châu Phi để có được nguồn nguyên liệu và thị trường của các thuộc địa và cung cấp những công việc cần thiết cho người dân địa phương và bán phá giá để kiếm lợi nhuận, vì vậy việc mở rộng chủ yếu là do vốn và hoạt động kinh doanh và cũ Sự mở rộng quyền lực của thời đại đế chế nông nghiệp và các tài nguyên địa lý tự nhiên khác là khác nhau và nó được gọi là Tân chủ nghĩa đế quốc.
Hình thức mới của chủ nghĩa đế quốc và chủ nghĩa thực dân hay chủ nghĩa Tân đế quốc, cũ xưa từ thế kỷ XVI đến đầu thế kỷ XIX chủ nghĩa đế quốc là khác nhau, trong thế kỷ XVI đến đầu thế kỷ XIX chủ nghĩa Cựu đế quốc, mục đích chính của nó là để chiến đấu thông qua lợi ích thương mại ở nước ngoài với quê hương giàu có, sau đó thuộc địa của các nước phương Tây sẽ sử dụng như một bài dàn dựng hoặc sử dụng các thuộc địa thương mại sản xuất hàng hoá để bán lại cho khách hàng trực tiếp (như Hà Lan, người bán gia vị trực tiếp đến người dân của họ hoặc các nước châu Âu khác). Nhưng chủ nghĩa Tân đế quốc ra đời trên cơ sở thương mại và ảnh hưởng do cuộc cách mạng công nghiệp mang lại. Vai trò của thuộc địa là cung cấp tài nguyên lâm nghiệp và khoáng sản cần thiết cho các cường quốc châu Âu. Sau khi có được tài nguyên thiên nhiên từ các thuộc địa, chúng lần đầu tiên được chuyển đến nước sở tại. Xử lý, sau đó được vận chuyển đến nơi khác để bán phá giá, hoặc hỗ trợ vũ khí để tiếp tục cướp bóc thuộc địa.
Thứ hai, trong chủ nghĩa Cựu đế quốc, vị thế của các nước phương Tây và các nước khác gần như bằng nhau. Hai bên dựa vào nông nghiệp và sức mạnh quốc gia không hề thua kém. Đôi khi, các nước phương Tây thậm chí không chịu khuất phục trước các quốc gia khác để duy trì khả năng thương mại. Ví dụ, các nước phương Tây phải tuân thủ các hạn chế thương mại do triều đình nhà Thanh ở Trung Quốc và Mạc phủ Tokugawa ở Nhật Bản áp đặt. Tuy nhiên, ở Tân đế quốc, có một khoảng cách lớn giữa hai quốc gia. Các nước phương Tây đã sử dụng khả năng của tàu để phá vỡ các hạn chế của các quốc gia khác, thực hiện bán phá giá công nghiệp và mở rộng lãnh thổ, buộc các nước khác phải chấp nhận luật pháp và các yêu cầu ngoại giao của họ, như Trước thập niên 1840, Vương quốc Anh chỉ yêu cầu Trung Quốc cho phép thương mại tự do và ngoại giao bình đẳng. Tuy nhiên, sau nhiều thập kỷ, mục tiêu của Anh là giành được các đặc quyền kinh tế, đổ hàng hóa vào Trung Quốc và thậm chí chiếm lĩnh Trung Quốc và phân chia phạm vi ảnh hưởng để hỗ trợ phát triển công nghiệp địa phương....
Nói rộng ra, sự khác biệt lớn nhất giữa chủ nghĩa Tân đế quốc và chủ nghĩa Cựu đế quốc là chủ nghĩa Cựu đế quốc tập trung vào sự điều tiết của điều tiết kinh tế và quyền lực, trong khi chủ nghĩa Tân đế quốc có nhiều tham vọng hơn về cướp bóc lãnh thổ và mục đích chính trị rõ ràng, như Đức và Ý. Tôi muốn mượn thuộc địa nước ngoài và chứng minh rằng tôi đã trở thành một rừng quyền lực.

## Lý do

### Kinh tế
Bắt đầu từ thế kỷ 19, châu Âu bước vào kỷ nguyên cách mạng công nghiệp và nền kinh tế của các nước phương Tây tăng tốc và bắt đầu phân cực sự phát triển của các nước trên thế giới. Một là sức mạnh phát triển công nghiệp và một là nước yếu của nông nghiệp và thủ công nghiệp truyền thống. Máy móc thiết bị nguyên liệu – sắt, thép và nhiên liệu – than để tăng sản lượng của các nước tương ứng để tăng tốc độ sản xuất hàng hoá, để làm cho thị trường trong nước nhu cầu không thể đáp ứng các đối tượng của cung, nhu cầu trong khi sản xuất công nghiệp cũng tăng đối với nguyên liệu để làm Hãy tiếp tục tăng lên. Do đó, các nước phát triển công nghiệp bắt buộc phải mở cửa thị trường xuất khẩu các sản phẩm công nghiệp của họ và tăng cường kiểm soát các nước và thậm chí cạnh tranh nguyên liệu. Các nước yếu với các ngành công nghiệp lạc hậu thích hợp trở thành thị trường xuất khẩu hàng hóa và mục tiêu của nguyên liệu thô. Từ giữa đến cuối thế kỷ 20 đến đầu thế kỷ 20, các thương nhân và giới kinh doanh ở các nước lớn kêu gọi các thế lực của chính phủ cạnh tranh để các thuộc địa có được nguồn cung và nguyên liệu thô. Trong giai đoạn này, các nước lớn đã mở rộng thị trường cung ứng và bán nguyên liệu thô bằng cách mở các thuộc địa. Vào những năm 1870, đất nước mới nổi của Ý, trong thời gian ngắn hơn mười năm thành lập nước Mỹ, đã quan tâm đến sự phát triển của thuộc địa và vào năm 1881 và Pháp cạnh tranh cho Tunisia. Năm 1890, Wilhelm II thúc đẩy mở rộng thuộc địa. Pháp cũng tiếp tục mở rộng các thuộc địa của mình sau thất bại của Chiến tranh Pháp-Phổ.

### Văn hóa
Về mặt văn hóa, các nước châu Âu cũng đã thúc đẩy sự bành trướng thuộc địa của họ với cái gọi là "gánh nặng trắng" và chủ nghĩa Darwin Xã hội. Họ tin rằng việc đưa các khu vực lạc hậu vào các thuộc địa là một cơ hội để văn minh hóa các khu vực này. Ngoài ra, giáo hội cũng hy vọng đi theo châu Âu. Sự xâm nhập của các nền văn minh quảng cáo tư tưởng Kitô giáo đến các quốc gia khác.

## Xung đột thuộc địa lớn
- Cuộc xung đột Tunisia gây ra bởi sự đối lập giữa Pháp và Ý vào năm 1881.
- Anh và Pháp để cạnh tranh cho các Ai Cập phản đối gây ra vào năm 1882.
- Anh và Đức vào miền Nam châu Phi Chiến tranh Boer kích hoạt phản đối vào năm 1896-1902.
- Anh và Pháp để cạnh tranh cho Sudan Pháp Shaoda một nơi kích hoạt Sự cố Fashoda vào năm 1898.
- Hoa Kỳ và Tây Ban Nha đã cạnh tranh cho Chiến tranh Tây Ban Nha–Mỹ do Cuba và Philippines gây ra vào năm 1898.
- Cuộc khủng hoảng Maroc lần đầu tiên được kích hoạt bởi sự đối lập giữa Pháp và Đức vào năm 1905.
- Cuộc khủng hoảng Maroc lần thứ hai được kích hoạt bởi sự đối lập giữa Pháp và Đức vào năm 1911.

## Ảnh hưởng
Các cường quốc thực dân Tân đế quốc cạnh tranh với nhau sẽ dẫn đến một số mâu thuẫn, chẳng hạn như 1880 Chiến tranh Boer, 1881 Tunisia, 1898 Sự cố Fashoda và Chiến tranh thế giới thứ nhất trước đó hai cuộc khủng hoảng Maroc, đã gây ra cường quốc sự bế tắc trong quan hệ, ngoài ra, việc mở rộng chủ nghĩa Tân đế quốc đã tăng cường chạy đua vũ trang trong chiến tranh thế giới thứ nhất, như cuộc cạnh tranh giữa Anh và Đức trên quy mô của hải quân. Sự bành trướng thuộc địa cũng làm trầm trọng thêm sự hình thành các liên minh thù địch. Ví dụ, cuộc xâm lược Tunisia của Pháp buộc Ý phải đầu tư vào liên minh Đức-Áo và sự bành trướng thuộc địa của Đức buộc Anh phải đầu tư vào liên minh Pháp-Nga. Do đó, sự bành trướng thuộc địa của Tân đế quốc gây ra sự bùng nổ của Chiến tranh thế giới thứ nhất.

### Nhân vật
- Otto von Bismarck, Đức
- Joseph Chamberlain, Anh
- Jules Ferry, Pháp
- Napoléon III của Pháp
- Vittorio Emanuele III của Ý
- William McKinley, Mỹ